# Squalelet dentu
Isistius plutodus
Espèce
Statut de conservation UICN

 LC  : Préoccupation mineure
Répartition géographique
Le squalelet dentu (Isistius plutodus) est une espèce de requins de la famille des Dalatiidae.

## Description
Le squalelet dentu n'a aucun collier marquant autour de la gorge, une petite nageoire caudale asymétrique avec un court lobe ventral, moins de la moitié de la longueur de la marge caudale dorsale, une plus grande bouche et les dents inférieures gigantesques (proportionnellement les dents les plus grandes parmi les requins actuels) sur 19 rangées (les dents supérieures s'organisent sur 29 rangées). Yeux placés bien en avant sur la tête, avec le domaine binoculaire antérieur étendu. Nageoires pectorales arrondies, nageoires pelviennes plus petites que les nageoires dorsales. Comme l'autre membre du genre Isistius (Squalelet féroce), il a un corps caractéristique en forme de petit cigare (d'où son nom en espagnol de tollo cigarro dentón) avec deux petites nageoires dorsales sans épines rapprochées bien en arrière sur le dos, aucune nageoire anale, d'énormes dents triangulaires rebroussées sans lames, un museau court et à bulbe et des lèvres ventousaires uniques.
Se trouve dans l'Atlantique ouest et le Pacifique ouest, en eaux profondes, de 880 à 6.400 mètres de fond. Ovovivipare. Il a un grand foie huileux qui l'aide à obtenir une flottaison neutre (le flotteur hépatique). De puissantes mâchoires, une grande bouche et d'énormes dents inférieures lui permettent de mordre une grande partie de sa proie dans un mouvement de balayage. Il peut atteindre 40 cm de long.

## Référence
- Garrick & Springer, 1964 : Isistius plutodus, a new squaloid shark from the Gulf of Mexico. Copeia 4 : 678-682.